# Jeu partisan
Dans la théorie des jeux combinatoires, un jeu partisan est un jeu qui n'est pas impartial, c'est-à-dire un jeu pour lequel les coups disponibles dépendent non seulement de la position, mais aussi du joueur dont c'est le tour. Le concept de jeu partisan a été initialement développé et étudié par Elwyn Berlekamp, John Horton Conway et Richard Guy dans les livres On Numbers and Games (1976) et Winning Ways for your Mathematical Plays (1982).
La plupart des jeux du grand public sont des jeux partisans. C'est le cas par exemple du jeu d'échecs, car à partir d'une position donnée, les coups autorisés pour le joueur noir sont différents des coups autorisés pour le joueur blanc.
La théorie des jeux partisans est plus difficile que celle des jeux impartiaux, car le théorème de Sprague-Grundy ne s'applique pas. La recherche d'un équivalent du théorème de Sprague-Grundy pour les sommes de jeux partisans est le point de départ de la théorie des jeux combinatoires.